# Vicky Knight
Vicky Knight, född 1996, är en brittisk skådespelare.
Knight har bland annat medverkat i filmerna Dirty God och Silver Haze där hon för sin rolltolkning vann en Teddy Award vid Berlins filmfestival år 2023.

## Filmografi (i urval)
- 2019 – Dirty God
- 2024 – Silver Haze